# پدرو زینگونه
پدرو زینگونه (به اسپانیایی: Pedro Zingone) (زاده ۱۸۹۹) بازیکن فوتبال اهل اروگوئه بود.
وی به همراه تیم ملی فوتبال اروگوئه به مدال طلا مسابقات فوتبال در بازی‌های المپیک تابستانی ۱۹۲۴ دست پیدا کرده‌است.